# Aspidimorpha tuberosa
Aspidimorpha tuberosa là một loài bọ cánh cứng trong họ Chrysomelidae. Loài này được Borowiec miêu tả khoa học năm 1997.